# Will Jordan
Will Jordan (Christchurch, 24 febbraio 1998) è un rugbista a 15 neozelandese, tre quarti ala dei Crusaders in Super Rugby.

## Biografia
Will Jordan ha iniziato a giocare a rugby nel Christchurch FC della sua città natale. Nel club, gioca dal 2017 con la squadra senior nel campionato dilettantistico della regione di Canterbury e si distingue rapidamente come uno dei migliori giocatori della squadra nonostante la sua giovane età.
Notato grazie a queste prestazioni, firma un contratto di due anni con la provincia di Tasman per competere nella NPC. Si impone rapidamente come uno dei miglior elementi della squadra, segnando quattordici mete in ventuno partite nelle sue prime due stagioni.
Nel 2018 viene ritenuto nella franchigia di Super Rugby dei Crusaders, ma problemi di salute gli impediscono di giocare una sola partita durante la stagione. Ritenuto anche nella stazione seguente, fa il suo debutto nel Super Rugby il 16 febbraio 2019 contro i Blues. Alla fine della sua prima stagione, ha giocato nove partite e registrato otto mete, affermandosi come una delle migliori rivelazioni della stagione in Nuova Zelanda.
Partecipa con gli All Blaks al Mondiale 2023 in Francia, arrivando a giocare nella finale vinta poi dal Sudafrica. 

## Palmarès
- Super Rugby: 2
Crusaders: 2022, 2023
- Super Rugby Aotearoa: 2
Crusaders: 2020, 2021